# أكيرا ساتو (مصور)
أكيرا ساتو (باليابانية: 佐藤明؛ بالكانا: さとう あきら) هو مصور ياباني، ولد في 1930 في طوكيو في اليابان، وتوفي في 2002.